# باول فورمان (منافس ألعاب قوى)
باول فورمان (بالإنجليزية: Paul Foreman) هو منافس ألعاب قوى جامايكي، ولد في 25 يناير 1939 في كينغستون في جامايكا.

## وصلات خارجية
- باول فورمان على موقع أوليمبيديا (الإنجليزية)
- باول فورمان على موقع اتحاد ألعاب الكومنولث (مؤرشف) (الإنجليزية)